# ユタ・ユーツ

ユタ・カラーのビッグ12のロゴ

ユタ・ユーツ（英: Utah Utes）は、アメリカ合衆国のユタ大学のスポーツ競技チーム。NCAAディビジョンI所属。

## 競技チーム
| 男子スポーツ                            | 女子スポーツ       |
| --------------------------------------- | ------------------ |
| 野球                                    | バスケットボール   |
| バスケットボール                        | ビーチバレーボール |
| フットボール                            | クロスカントリー   |
| ゴルフ                                  | 体操               |
| ラクロス                                | サッカー           |
| 水泳・飛込                              | ソフトボール       |
| テニス                                  | 水泳・飛込         |
|                                         | テニス             |
|                                         | 陸上†              |
|                                         | バレーボール       |
| 男女混合スポーツ                        |                    |
| スキー                                  |                    |
| †屋外競技チームと室内競技チームがある。 |                    |